# Campeonato Mundial de Tiro al Plato de 1973
El XV Campeonato Mundial de Tiro al Plato se celebró en Melbourne (Australia) en el año 1973 bajo la organización de la Federación Internacional de Tiro Deportivo (ISSF) y la Federación Australiana de Tiro Deportivo. Paralelamente se celebró el III Campeonato Mundial de Tiro al Blanco Móvil.

## Resultados

### Masculino
| Evento          | Oro                               | Plata                                 | Bronce                               |
| --------------- | --------------------------------- | ------------------------------------- | ------------------------------------ |
| Foso            | Alexandr Androshkin URSS 196 pts. | Charles Bowie Estados Unidos 195 pts. | Ennio Mattarelli · Italia · 193 pts. |
| Foso (equipos)  | URSS 575                          | Estados Unidos 574                    | Australia 569                        |
| Skeet           | Vladimir Andreyev URSS 196        | Yuri Tsuranov URSS 194                | David Seabrook Reino Unido 194       |
| Skeet (equipos) | URSS 580                          | Suecia · 569                          | Reino Unido 569                      |

## Medallero
| Núm. | País           | Oro | Plata | Bronce | Total |
| ---- | -------------- | --- | ----- | ------ | ----- |
| 1    | URSS           | 4   | 1     | 0      | 5     |
| 2    | Estados Unidos | 0   | 2     | 0      | 2     |
| 3    | Suecia         | 0   | 1     | 0      | 1     |
| 4    | Reino Unido    | 0   | 0     | 2      | 2     |
| 5    | Australia      | 0   | 0     | 1      | 1     |
|      | Italia         | 0   | 0     | 1      | 1     |
|      | TOTAL          | 4   | 4     | 4      | 16    |